# Consejo Nacional de Namibia
El Consejo Nacional es la cámara alta del Parlamento bicameral de Namibia. Revisa los proyectos de ley aprobados por la cámara baja y hace recomendaciones para la legislación de interés regional a la cámara baja.
Los 42 miembros del Consejo Nacional son elegidos indirectamente por los consejos regionales por un período de cinco años. Cada uno de los 14 consejos regionales elige a tres de sus miembros para formar parte del Consejo Nacional. Las últimas elecciones al consejo regional se celebraron el 25 de noviembre de 2020.